# 里吉山铁路
里吉山铁路 (德語：Rigi Bahnen，英语：Rigi Railways)是瑞士里吉山的一组铁路，位于卢塞恩湖两翼之间。它们包括標準軌齿轨铁路--维茨瑙–里吉山铁路 (VRB)和阿尔特–里吉山铁路 (ARB), 以及韦吉斯-里吉山缆车(LWRK) 缆车 和六个较小的缆车。
里吉山铁路最高海拔1,752（5,748英尺），是欧洲最高的标准轨铁路，也是卢塞恩州和施维茨州两州最高的铁路。维茨瑙–里吉山铁路还是欧洲第一条山地 齿轨铁路，也是全世界第二条，仅次于美国的华盛顿山科格铁路。

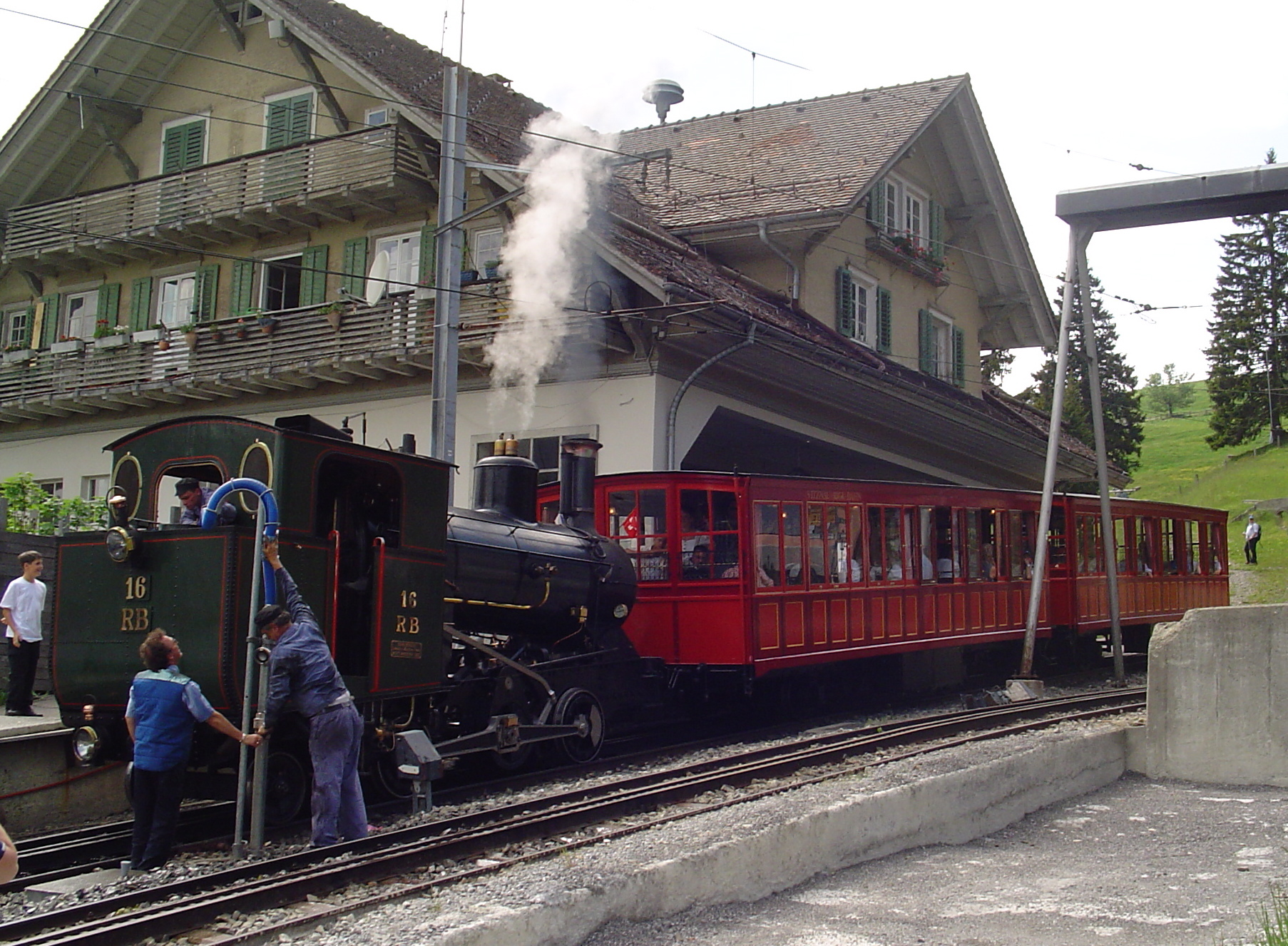
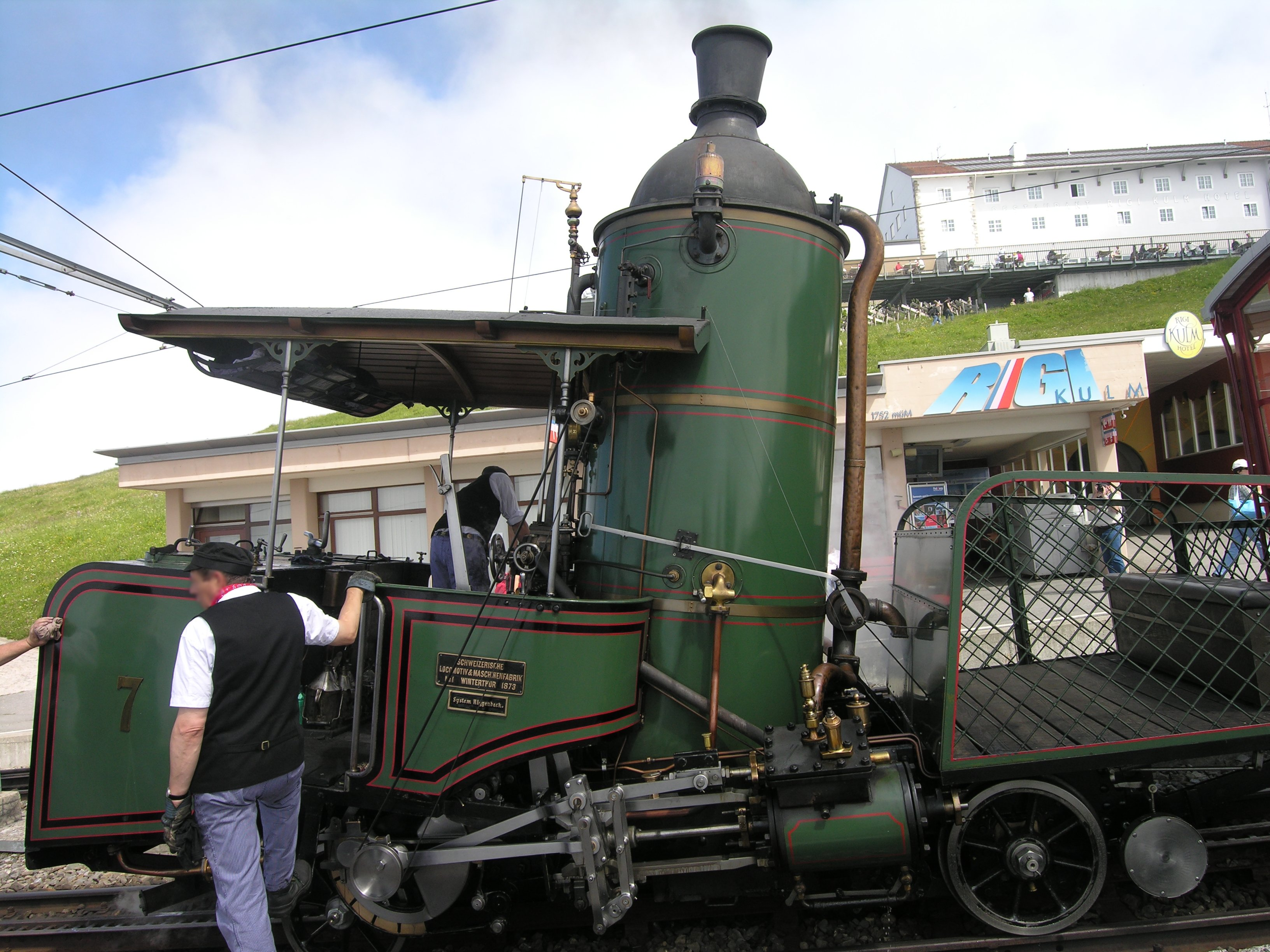
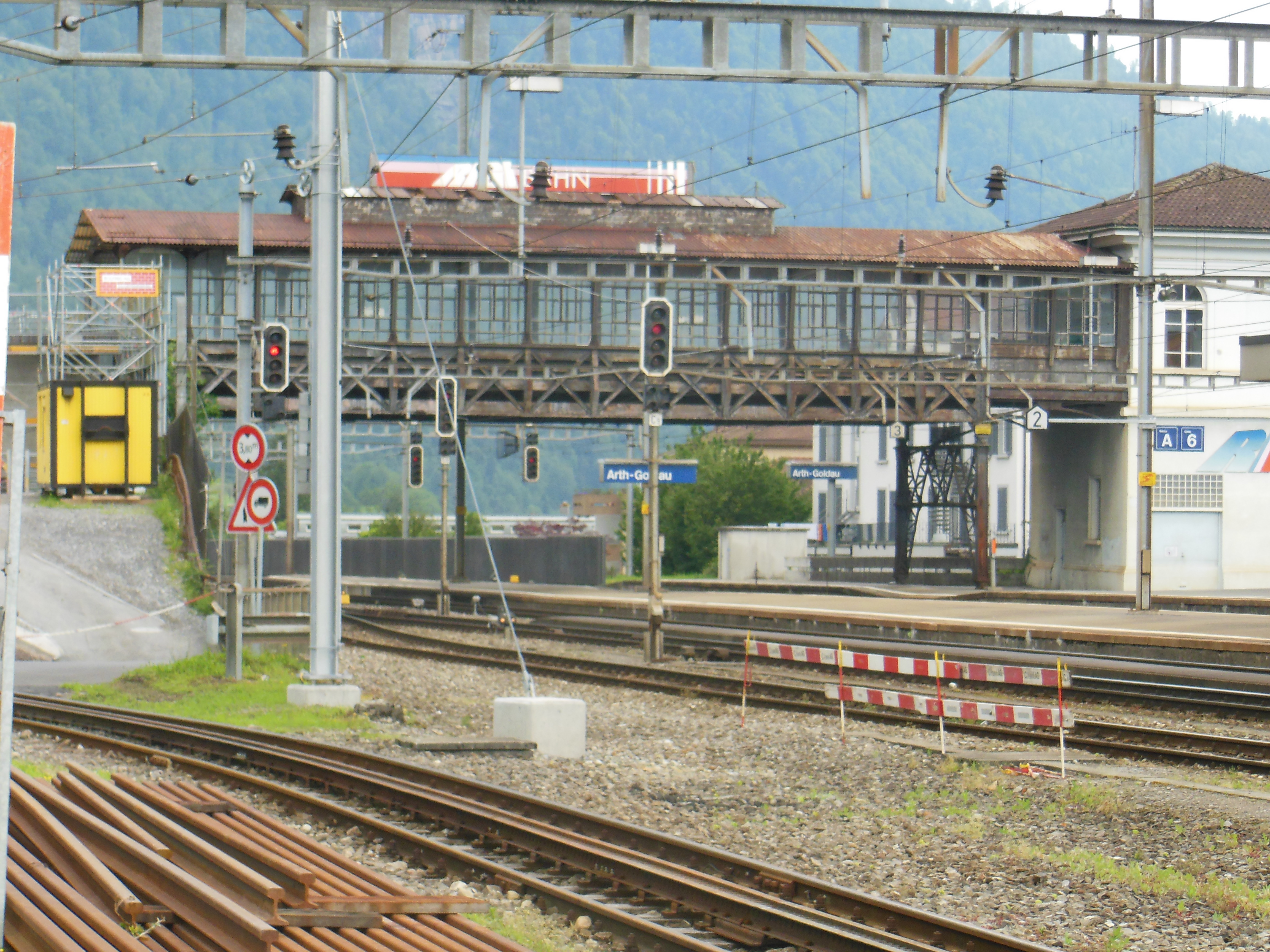
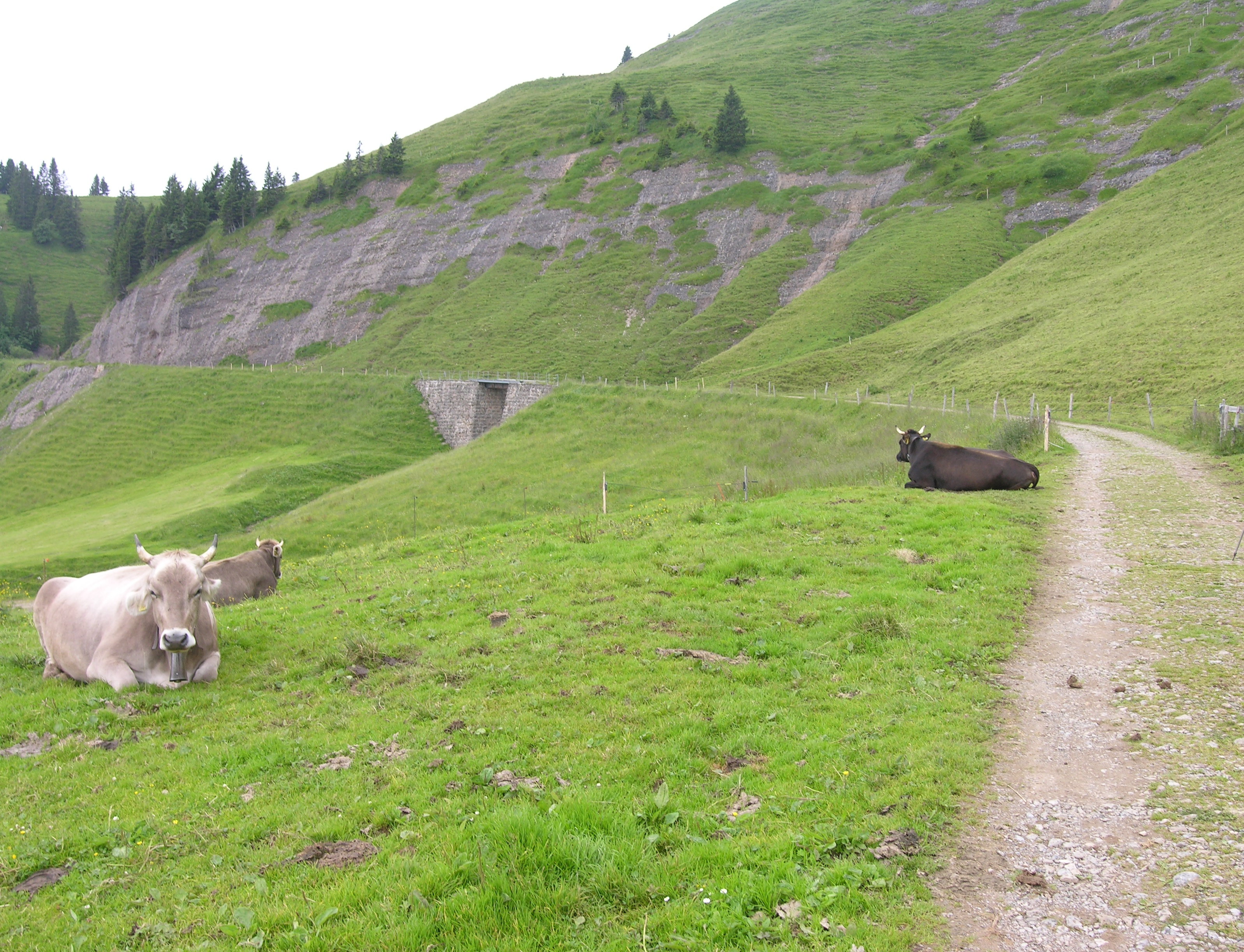

## 与空中缆车合并
1967年，瑞士政府授予了一条空中缆车的运营许可证，从卢塞恩湖岸边一路运行到里吉山山顶附近。为了避免与维茨瑙-里吉山铁路的直接竞争，缆车从湖滨的韦吉斯开始运行，接轨来自卢塞恩的渡轮，然后用10分钟时间攀升924米，在山顶，缆车站与铁路站仅相隔100米。牌照授予瑞吉山铁路公司。施工时间很短，仅11个月就完成了新的空中索道，于1968年7月15日开放。1992年，两家铁路公司合并成为"里吉山铁路公司"，同年接管了里吉山滑雪缆车公司。

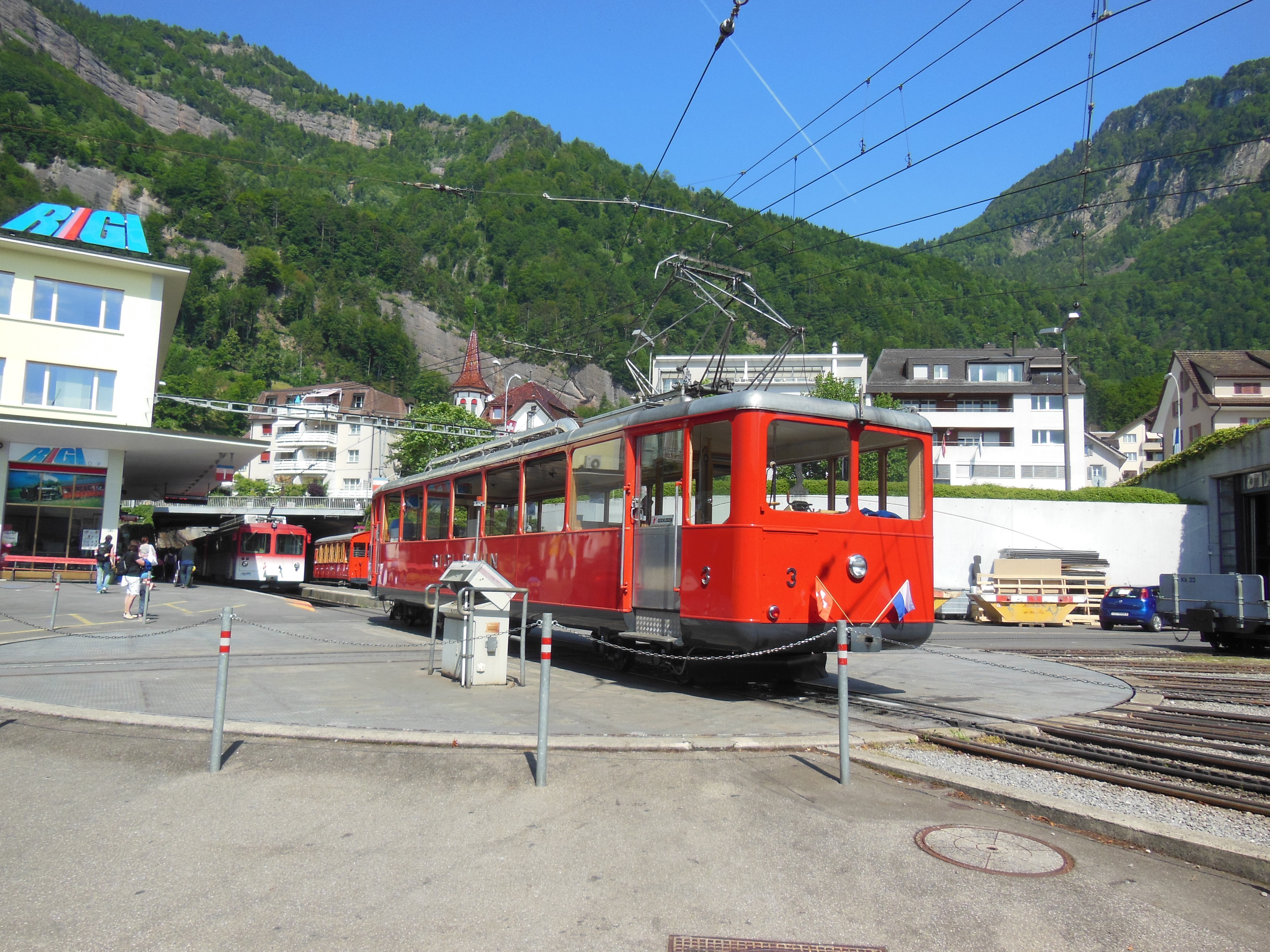
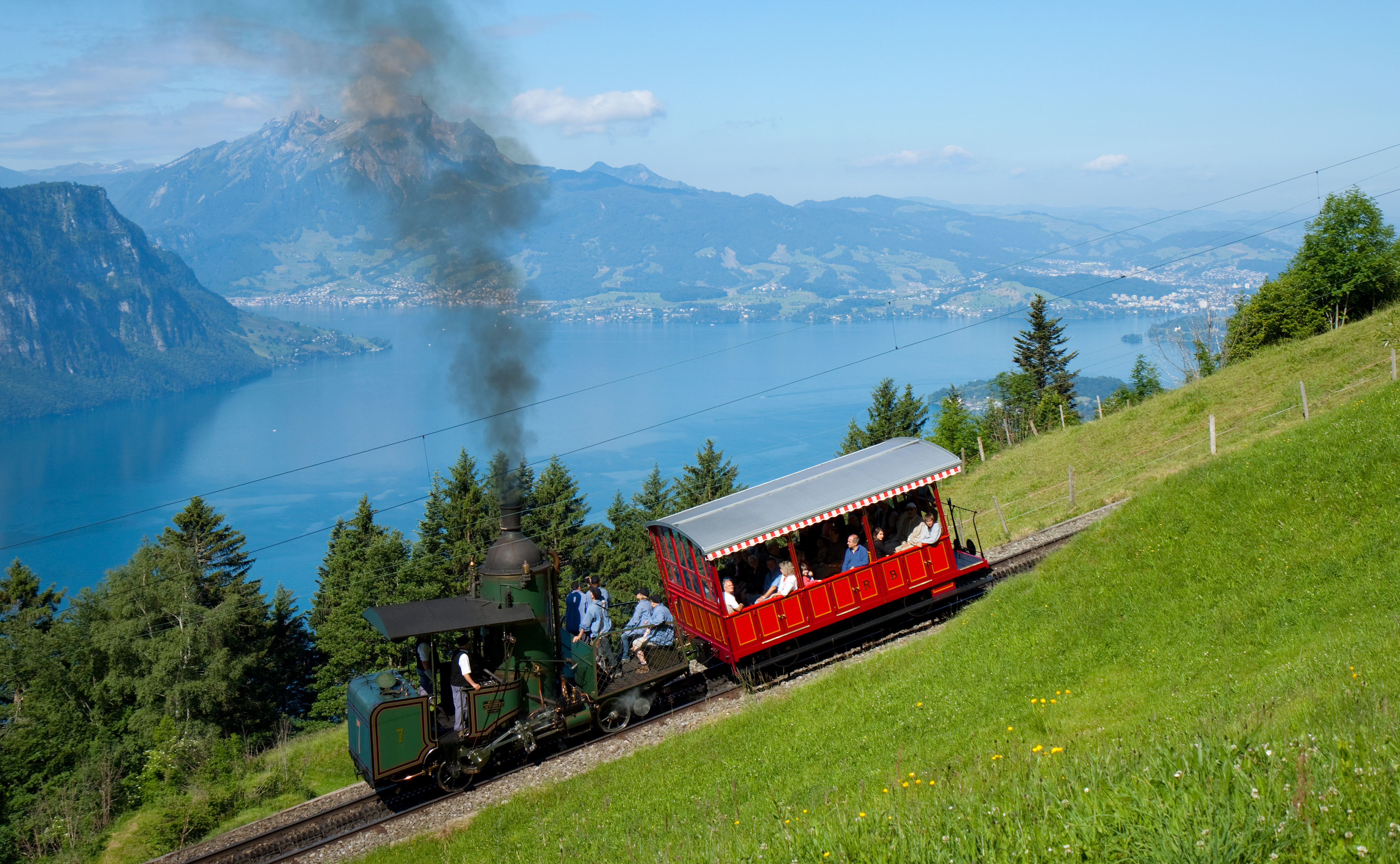
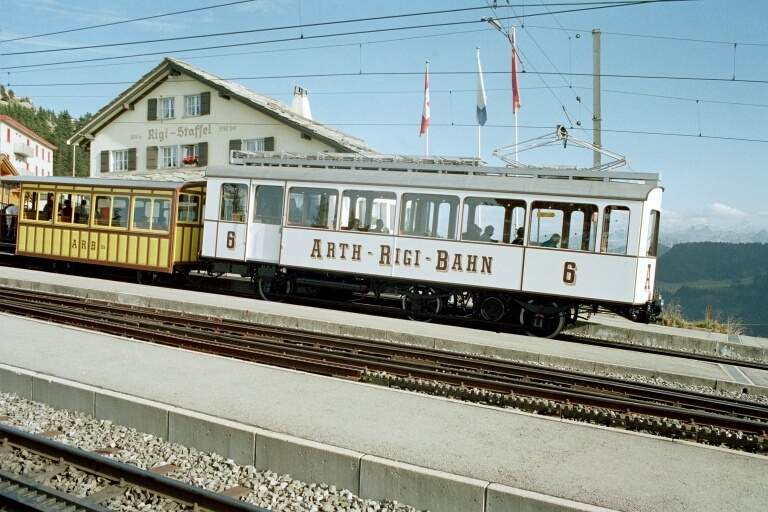
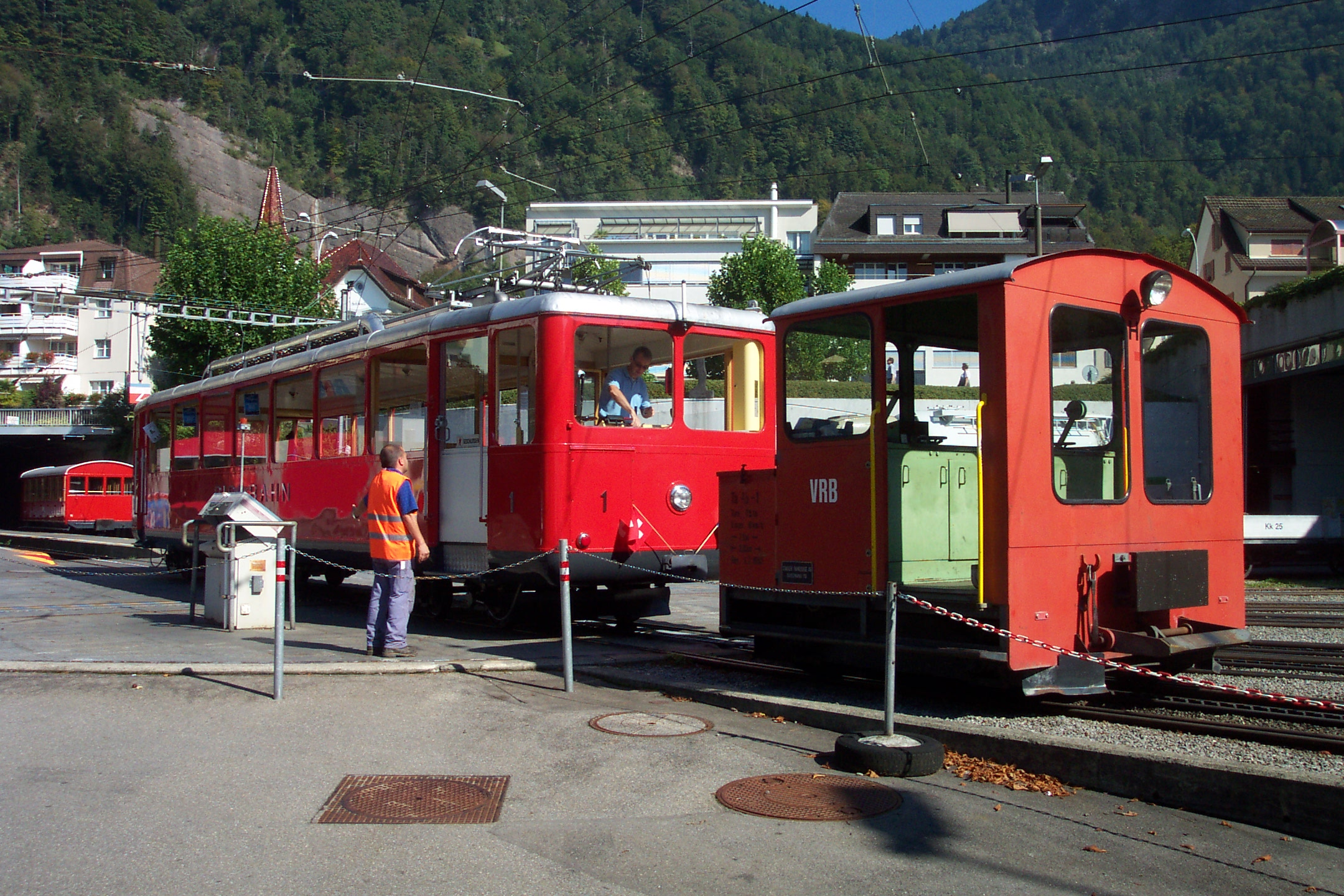
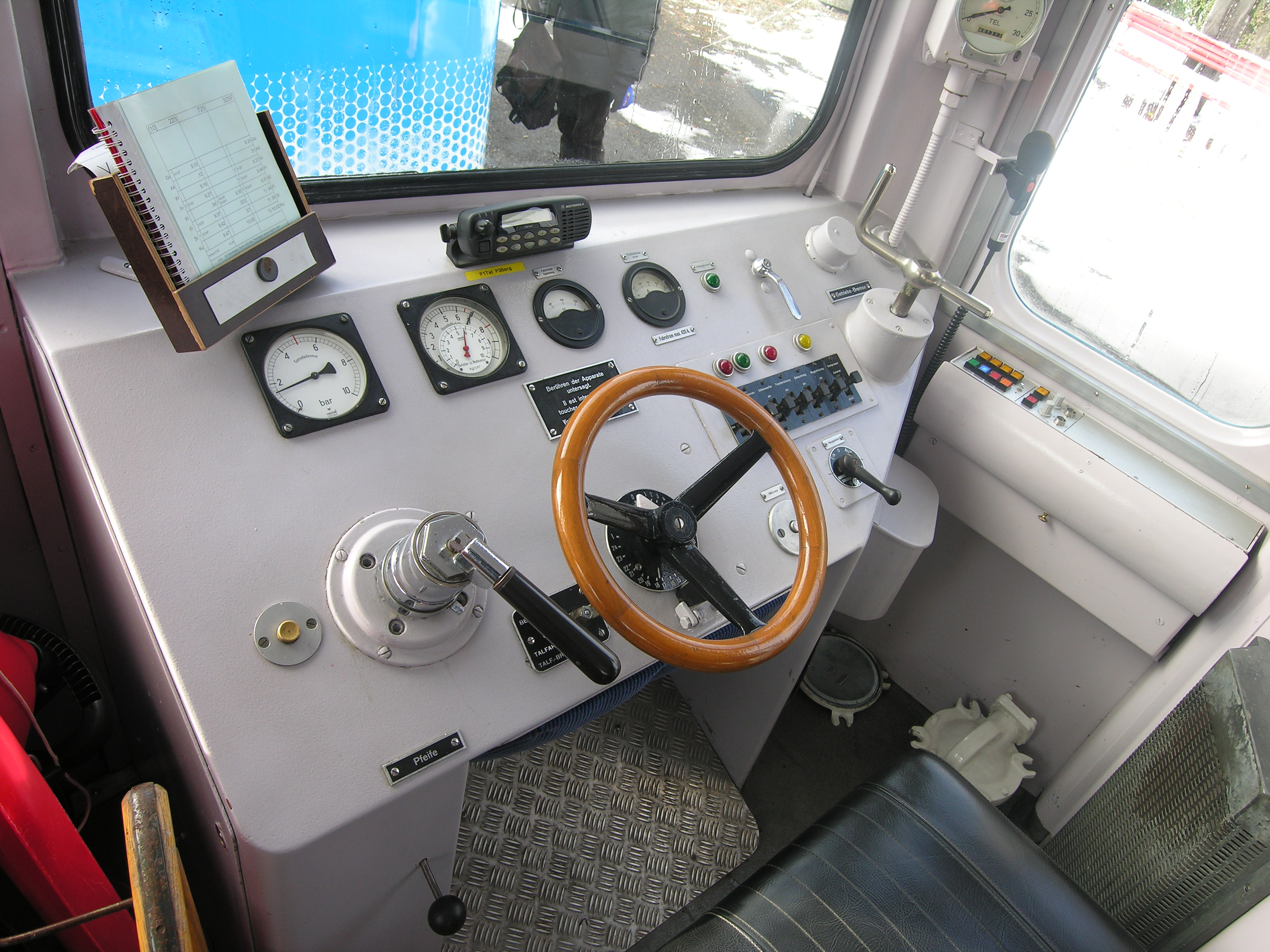